# Lophostica mauriciana
Lophostica mauriciana là một loài nhện trong họ Salticidae.
Loài này thuộc chi Lophostica. Lophostica mauriciana được Eugène Simon miêu tả năm 1902.